# Župnija Šlovrenc
Župnija Šlovrenc je rimskokatoliška teritorialna župnija dekanije Nova Gorica v škofiji Koper.

## Sakralni objekti
- cerkev sv. Lovrenca, Šlovrenc - župnijska cerkev
- - podružnica

Od 1. januarja 2018  :
- - podružnica